# Сексуальний скандал католицької дієцезії Бостона

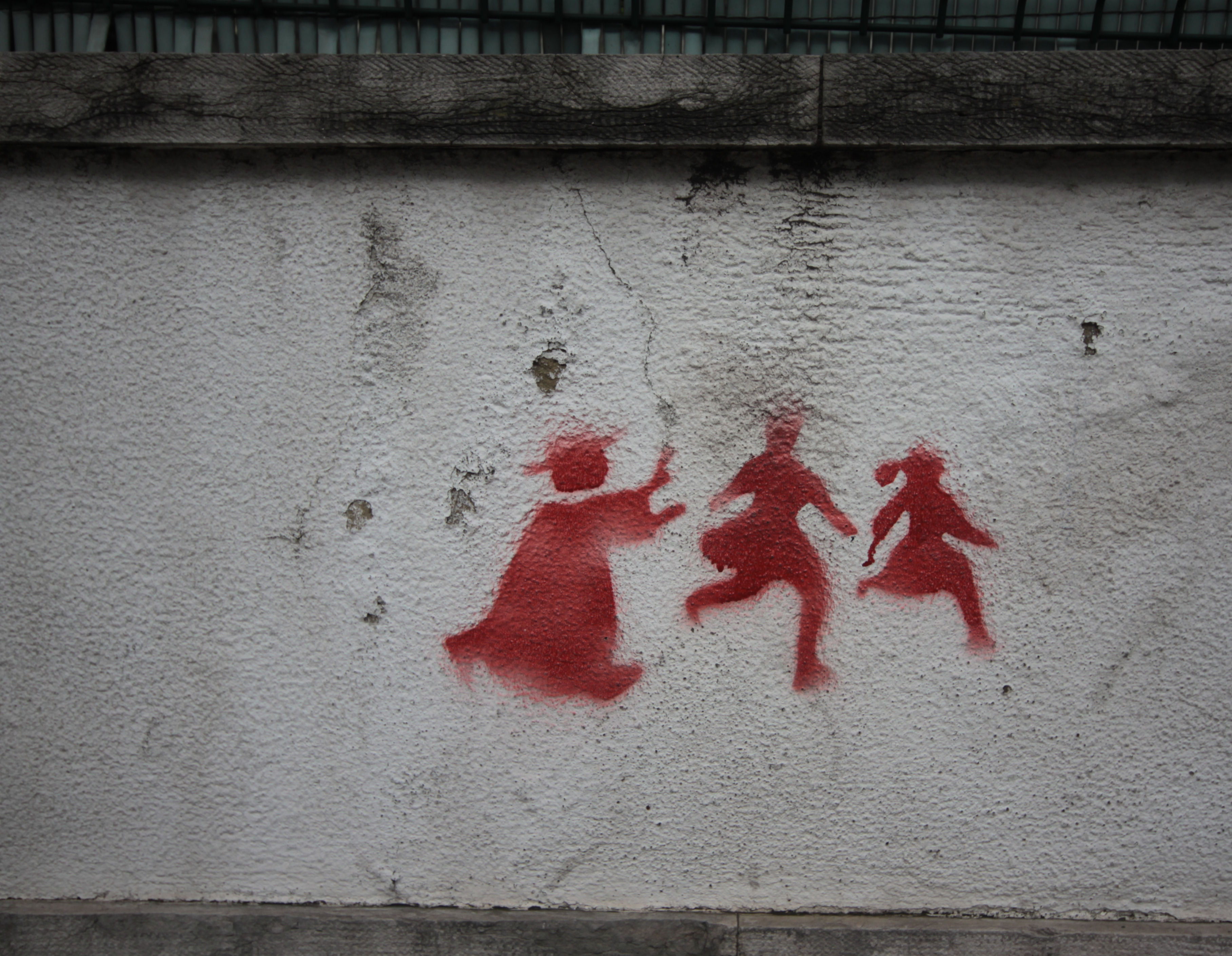
Графіті на стіні в Лісабоні, на якому зображено священика, що переслідує двох дітей

Скандал сексуального насильства у католицькій дієцезії Бостона — частина серії випадків сексуальних зловживань у Католицькій церкві Сполучених Штатів та Ірландії. На початку 2002 року газета «The Boston Globe» висвітлила серію кримінальних справ проти п'яти римо-католицьких священників, які ставили питання про сексуальну наругу над неповнолітніми, вчинену католицькими священниками, у центр уваги всієї громадськості. Репортажі про ці випадки закликали інших постраждалих виступити з їхніми свідченнями про насильство, що вилилось у велику кількість судових процесів і кримінальних справ.
Стало ясно, що більшість свідчень були правдивими й існували цілі схеми сексуальних зловживань і приховувань фактів у ряді великих дієцезій по всій території США, які спочатку вважалися поодинокими випадками, але вибухнули у загальнонаціональний скандал. Скандал викликав кризу Католицької церкви у США, надавши сміливості постраждалим в інших країнах свідчити про зловживання, тим самим створивши глобальну кризу для Церкви.
Зрештою, стали зрозумілими масштаби, в яких священники та миряни релігійних орденів у католицькій церкві мали сексуальні стосунки з неповнолітніми — тисячі обвинувачень протягом кількох десятиліть. Незважаючи на те, що більшість випадків мали місце в Америці, потерпілі стали виринати і в інших країнах, таких як Австралія, Канада, Ірландія та інших. Головним обтяжувальним фактором були дії католицьких єпископів, спрямовані на замовчування та утаємничення злочинів, а також перепризначення обвинувачених до інших парафій, де вони продовжували неконтрольований контакт із молоддю, сприяючи подальшим злочинам.
Розслідування скандалу «The Boston Globe» проходило під заголовком «Spotlight Investigation: Abuse in the Catholic Church». Викриття стало головною темою драми «У центрі уваги» (2015).

## Історія

### Викриття репортажами «The Boston Globe»
У 2002 році у Бостоні було порушено кримінальну справу стосовно п'яти римо-католицьких священників (Джона Ґейґена, Джона Генлона, Пола Шенлі, Роберта В. Гейла і священника-єзуїта Джеймса Телбота), зрештою призвело до визнання винними та засудження кожного з них до ув'язнення. Продовжуючи викриття таких випадків, «The Boston Globe» привернуло увагу всього суспільства до проблеми. Завдяки цьому почали заявляти про себе і постраждалі з інших країн.
У 2003 році серії статей у газеті «The Boston Globe» було присвоєно Пулітцерівську премію за служіння суспільству. Видання було удостоєне нагороди за „сміливе, всеохопне висвітлення… рішуче зусилля, яке розкрило таємничість і викликало місцеву, національну та міжнародну реакцію і спричинило зміни у Римо-католицькій церкві.“